# Дуниновский
Дуниновский (пол. Ike Duninowski) — польский дворянский герб.

## Описание
В щите, наполовину пересеченном, в верхнем золотом поле выходящий вправо чёрный орел, на груди которого серебряный крест, стоящий на полумесяце рогами вверх обращенном; в нижнем же красном поле три листка дятлины, из коих два на одной линии, а третий внизу. В навершии шлема, между двух охотничьих рогов вперемежку наполовину золотых и красных, девица в белой одежде и голубом берете со страусовым пером, держащая в правой руке листок дятлины.
Намет красный с золотым подбоем. В опорах: справа золотой лев, слева чёрный гриф, отвернувшиеся головами наружу. Под щитом девиз: HONESTE ET PUBLICE. Герб Дуниновский Ике внесен в Часть 1 Гербовника дворянских родов Царства Польского, стр. 220.

## Герб используют
Вышеописанный герб вместе с потомственным дворянством Всемилостивейше пожалован бывшему Королевско-Прусскому Тайному Советнику Юстиции, Карлу-Алберту-Вильгельму Карлову-Фридрихову сыну Ике, за оказанные заслуги, по силе статьи 2 пункта 3 Положения о дворянстве 1836 г., Грамотою Государя Императора и Царя НИКОЛАЯ I в 21 день Марта (2 Апреля) 1844 года.